# Хліборобне (Пологівський район)
Хліборо́бне — село в Україні, у Федорівській сільській громаді Пологівського району Запорізької області. Населення становить 172 осіб. До 2019 орган місцевого самоврядування - Федорівська сільська рада.

## Географія
Село Хліборобне знаходиться на лівому березі річки Гайчул, вище за течією на відстані 1,5 км розташоване село Гоголівка, нижче за течією на відстані 0,5 км і на протилежному березі — село Федорівка.

## Історія
- 1921 — дата заснування.
- 12 червня 2020 року, відповідно до Розпорядження Кабінету Міністрів України від № 713-р «Про визначення адміністративних центрів та затвердження територій територіальних громад Запорізької області», увійшло до складу Федорівської сільської громади.[1]
- 17 липня 2020 року, в результаті адміністративно-територіальної реформи та ліквідації колишнього Пологівського району (1923—2020), село увійшло до складу новоутвореного Пологівського району.[2]

Колишній орган місцевого самоврядування — Федорівська сільська рада.